# Kučnica
Kúčnica (nemško Kutschenitza) je levi pritok Mure zahodno od Petanjcev. Izvira v gozdu pri naselju Sv. Ana na Igu in nato teče proti jugu vse do izliva v Muro. Po večjem delu njenega toka poteka državna meja med Slovenijo in Avstrijo.
Razen v najzgornejšem delu teče potok po široki dolini z nekoč mokrotnim dolinskim dnom, po katerem je nekdanji potok v majhnih meandrih vijugal sem in tja ter pogosto poplavljal bližnje travnike, ob večjih poplavah tudi okoliška naselja. Pod Gerlinci vstopi Kučnica v širšo ravnino in teče po njej vse do izliva v Muro. Z obsežnimi regulacijami v letih 1965–67 in 1981–86 so potok skoraj v celoti regulirali oziroma spremenili v raven odtočni kanal s trapezastim profilom in hkrati za osušitev mokrotnih travnikov vanjo speljali še številne osuševalne jarke. Ker je to mejna reka, so hkrati s preureditvijo Kučnice z dvostranskim sporazumom tudi na novo določili državno mejo med Avstrijo in takratno Jugoslavijo.
Regulacija Kučnice je močno spremenila vodne razmere na širšem območju tega dela Murske ravnine. Voda Kučnice je namreč še ob koncu 18. st. tekla naprej proti jugovzhodu po strugi današnjega potoka Mokoš, vse do velikih regulacij v drugi polovici 20. stoletja pa se je v Mokoš stekal vsaj del poplavnih voda Kučnice. Potem ko so s temi regulacijami vodo Kučnice speljali naravnost v Muro, se je tudi znižala gladina podtalnice in zveza med potokoma je bila dokončno prekinjena.
Glede na dolžino toka po državni meji moramo prištevati Kučnico med naše mejne vodotoke, kot so Kolpa, Sotla, Mura, Drava in Dragonja. Zanimiva je tudi stabilnost meje na njej skozi stoletja, čeprav fizično ne predstavlja nikakršne ovire in ni nobena fizičnogeografska ločnica. Meja na potoku naj bi se ustalila že v 13. stoletju kot »... mejna pustota, ozemlje madžarskega mejno-obrambnega pasu ...«. V poznejših stoletjih je po njej potekala meja med nemškim cesarstvom in Ogrsko, po avstrijsko-ogrski nagodbi (1867) med avstrijskim cesarstvom in Ogrsko. Po prvi svetovni vojni so mejo med sosednjima Avstrijo in Kraljevino SHS določili s saintgermainsko mirovno pogodbo (1919) in jo 1922 tudi dokončno zakoličili. Mejo v nespremenjenem poteku so ponovno potrdili leta 1965 z novo meddržavno pogodbo med Jugoslavijo in Avstrijo o skupni državni meji na temelju saintgermainske pogodbe ter razmejitve iz leta 1922. Zaradi izboljšanja kmetijskih zemljišč ob potoku in zaščite pred poplavami so v okviru meddržavnega projekta Kučnico regulirali in hkrati s tem tudi sporazumno zamenjali nekaj zemljišč ob meji ter določili novo (sedanjo) državno mejo. Leta 1973 sta obe državi tudi ratificirali uradni dokument o dogovorno spremenjeni državni meji. Po osamosvojitvi Slovenije sta se Avstrija in Slovenija 16. oktobra 1992 dogovorili o delni spremembi dotedanjih pogodb, tako da je ta del meje zdaj dokončno določen po sredini regulirane struge Kučnice.
Edini mednarodni mejni prehod čez Kučnico je (bil) pri Gederovcih, za lokalno prebivalstvo z obeh strani meje je v preteklosti delovalo še pet t. i. maloobmejnih prehodov (Kramarovci, Fikšinci, Gerlinci, Korovci in Cankova).
Izvor vodnega imena Kučnica ni poznan. V zgodovinskih virih se navaja v različnih oblikah, npr. Chuespotoc (1212) in Oklutschnitsch (1618). I. Zelko v svojem delu o Kučnici navaja tudi stari slovenski imeni Olšnica oziroma Jelšnica (nem. Olsinch, 1366), ki pa se očitno nista ohranili.
Zaradi regulacije in z njo povezanimi povsem spremenjenimi odtočnimi razmerami ter intenzivnega kmetijstva v porečju je Kučnica v razmeroma slabem stanju, čeprav je po podatkih ARSO v dobrem kemijskem in zmernem ekološkem stanju. Precejšen problem predstavljata prevelik dotok finega mulja s kmetijskih površin ter nenaravna struga. Na levem (avstrijskem) bregu je vzdolž večjega dela reguliranega toka sicer zasajen pas drevja in grmovja, vendar nekoliko vstran od vode, da ne bi zmanjševal pretočne zmogljivosti struge, na desnem (slovenskem) bregu pa takšnega rastja ni in travnata brežina je slabo vzdrževana. V zadnjih letih poskušata obe strani razmere izboljšati s finančno podporo evropskih skladov, vendar še ni očitnejših rezultatov.
Kljub umetno preoblikovani strugi in spremenjenim vodnim razmeram je zlasti srednji tok Kučnice pomembno bivališče sladkovodnih školjk, in sicer navadnega škržka (Unio crassus) ter male brezzobke (Anodonta anatina). Nekateri odseki Kučnice in poplavne ravnice ob njej so na avstrijski strani vključeni v območje Natura 2000 (Deli južnoštajerskega gričevja, vključno s Höllom in grabenlandskimi potoki), na slovenski strani je zgornji del porečja Kučnice vključen v Krajinski park Goričko in območje Natura 2000 (Goričko). Kot naravna vrednota državnega pomena so evidentirana rastišča bele narcise (Narcissus poeticus) v naplavni ravnici Kučnice med Cankovo in Korovci.